# Hôpital central de Savonlinna
L'hôpital central de Savonlinna (en finnois : Savonlinnan keskussairaala) est un hôpital de la Région de bien-être de Savonie du Sud situé sur la rive du lac Pihlajavesi  à Savonlinna en Finlande,,,,.

## Présentation
L'hôpital central de Savonlinna, a commencé ses activités en 1955. L'hôpital central, conçu par l'architecte Martti Välikangas, est situé sur un terrain d'une dizaine d'hectares offert par la ville de Savonlinna sur l'île de Talvisalo au bord du lac Pihlajavesi.
Le district hospitalier rénové de Sosteri a démarré le 1er janvier 2007 et couvre un large éventail de soins médicaux spécialisés, de soins de santé de base et de services de travail social. L'ensemble de la chaîne de services se trouve sous le même toit : soins hospitaliers spécialisés, soins de santé primaires, services sociaux pour les personnes âgées et la toxicomanie, ainsi que des activités d'éducation et de conseil familial.
Au 31.12.2007, la population était de 52 857 habitants. Les communes membres sont Enonkoski, Kerimäki, Parikkala, Punkaharju, Rantasalmi, Savonlinna, Savonranta et Sulkava.
En outre, le domaine couvre les communes de Juva et Puumala. Les services de soins médicaux spécialisés, de soins de santé de base et de protection sociale sont regroupés au sein d'une même organisation. L'objectif de Soster est que les différents services forment une chaîne de soins et de services homogène. Les services, le fonctionnement et l'organisation sont organisés selon le modèle du cycle de vie : Services aux familles avec enfants, Services aux adultes, Services aux personnes âgées,.